# Zhang Xianliang
Zhang Xianliang (xinès simplificat:张贤亮) (1936 - 2014), va ser un escriptor, assagista i poeta xinès, un dels membres destacats del moviment literari conegut com la "Literatura de les cicatrius".

## Biografia
Zhang Xianlian va néixer el desembre de 1936 a Nanjing capital de la província de Jiangsu a la Xina. El seu pare havia estudiat a Harvard i havia tornat a la Xina després de l'incident de Mukden (18 de setembre de 1931) que va suposar el començament de la invasió de la Xina per part dels militars japonesos. Va ser un industrial, però també polític del moviment Guomingdang, que el va portar a ser acusat d’espionatge i empresonat el 1952. Zhang Xianliang va anar a Pequín, on va assistir a l'escola secundària. Es va unir a un grup anomenat "Qi Xiondi" (set germans) i va ser expulsat de l'escola el 1954.
El pare de Zhang va morir a la presó quan aquest només tenia 18 anys i va haver de deixar d’estudiar a la universitat per fer-se càrrec de la seva mare i la seva germana petita Va marxar amb elles cap a les muntanyes d'Helan al nord de la província de Ningxia on, el 1956, es va convertir en professor d'una escola de Yinchuan. Va ser llavors quan va començar a escriure poemes la fama dels quals es va estendre als cercles literaris de la regió.
El 1957, durant el Moviment anti-dretà, després que Zhang publiquès el poema 大风 歌 (da feng ke) es va considerar que era un escrit anti-partit i de pensament hostil als principis socialistes. A partir de llavors, el poema esdevé emblemàtic,i Zhang és condemnat com a "dretà" (右派) i és enviat a un camp de reeducació laboral a prop de Yinchuan. Va ser l'inici d'una vida com a pres que duraria més de vint anys, amb breus períodes de remissió, i matisos en les condemnes aplicades.
Entre els anys 1958 i 1979 Zhang va ser empresonat diverses vegades. Va ser enviat a camps de treball, granges estatals i presons. El 1961 va ser alliberat durant un temps i després va ingressar a la presó tres anys més. Durant la Revolució Cultural, va ser acusat de nou de ser un revisionista contrarevolucionari, i el 1970 va ser enviat a una unitat militar, fins al 1979.
Va morir el 27 de setembre de 2014.

### Carrera literària
Amb les seves obres autobiogràfiques, Zhang va ser juntament amb Cong Weixi i Liu Xinwu, un dels principals representants de la "literatura de les cicatrius".
Un cop alliberat, Zhang va rebre els premis a la millor novel·la de l'any el 1981, 1983 i 1984 i va ser nomenat editor de la revista literària Ningxia "The North" (North 朔方). El 1983 va ser designat membre del comitè de la Conferència Consultiva Popular i el 1986 membre de l'Associació d'Escriptors de la Xina. També va ocupar una càtedra a la Federació de cercles literaris i artístics de Ningxia.

### Zhang i el cinema
El seu primer conte publicat va ser 灵与肉 (Ling yu rou) The Spirit and the Flesh, més tard conegut com a "Mu Ma Ren" que va ser adaptat per a la pantalla per Xie Jin, amb el títol "The Herdsman".
Zhang Xianliang va fundar la dècada de 1990 a Zhenbeibu, a uns 21 quilòmetres de Yinchaun, el China West Film Studio, que es va convertir en un dels més grans de tot el país. Havia descobert el lloc mentre estava exiliat a Ningxia. Amb la seva antiga fortalesa, ruïnes, coves i paisatges erms, la localització dels estudis ha fascinat a diversos directors, inclosos Zhang Yimou, Stephen Chow, Wong Kar-wai i Teng Wenji, i s’ha convertit en una atracció turística.

## Obres destacades
- 1979: 四封信 (Sifeng xin) Four letters
- 1983: 肖尔布拉克 Xor Bulak

- 1985: 绿化树 (Lühuashu),  Mimosa. On tracta de la fam de principis dels anys 60.

- 1985: 男人的一半是女人 (Nánrén de yībàn shì nǚrén),  Half of Man is Woman

- 1989: 习惯 死亡 Habits of death

- 1992: 烦恼 就是 智慧 Grass Soup. Escrit a partir d'anotacions del seu diari, de juliol a setembre de 1960, és una mena de manual de supervivència a la fam que recorda tant a Primo Levi com a Soljenitsin.[4]

- 1994: 我的菩提树 (Wode putishu) My Bodhi Tree